# Passer suahelicus
Passer suahelicus là một loài chim trong họ Passeridae.